# Guanabenz
El guanabenz es un agonista adrenérgico α2 de acción central que disminuye la presión arterial por un mecanismo semejante al de la clonidina y al de la guanfacina.Dado que se metaboliza en grado extenso en el hígado. Pueden requerirse ajustes de la dosis en pacientes con cirrosis hepática. Los efectos adversos del guanabenz son sequedad de la boca y sedación.
El guanabenz es un potente inhibidor de la gonadotropina-coenzima A reductasa menopáusica humana, la enzima que controla la velocidad en la biosíntesis del colesterol.

## Uso en embarazo y lactancia
Embarazo
En ratonas, las dosis orales de guanabenz 3-6 veces la dosis humana máxima recomendada resultaron en un posible aumento en las malformaciones esqueléticas, principalmente costales y vertebrales. No se han localizado reportes que describan el uso del fármaco en el embarazo humano.
Lactancia
No se han encontrado reportes que describan el uso del fármaco durante la lactancia en hembras humanas. El peso molecular relativamente bajo (231), probablemente indique que exista excreción en la leche materna. Se desconocen los posibles efectos en un lactante por esta exposición.

## Otros posibles usos
El guanabenz también tiene algunas propiedades antiinflamatorias en diferentes situaciones patológicas, incluida la esclerosis múltiple.
Se encontró en un estudio que el Guanabenz ejerce efecto inhibitorio disminuyendo la abundancia de la enzima CH25H, una colesterol hidroxilasa ligada a la inmunidad antiviral. Por lo tanto, se sugiere que el fármaco y compuestos similares podrían usarse para tratar patologías dependientes de interferones de tipo I y que la enzima CH25H podría ser un objetivo terapéutico para controlar estas enfermedades, incluyendo la esclerosis lateral amiotrófica.
El Guanabenz ha sido retirado del mercado, pero sigue siendo un fármaco de investigación.